# نیبیولا
نیبیولا (به ایتالیایی: Nibbiola) یک کومونه در ایتالیا است که در استان نووارا واقع شده‌است.

## خصوصیات
نیبیولا ۱۱٫۳ کیلومترمربع مساحت و ۷۶۲ نفر جمعیت دارد و ۱۳۳ متر بالاتر از سطح دریا واقع شده‌است.